# جرج هولدینگ
جرج هولدینگ (به انگلیسی: George Holding) نمایندهٔ حوزه انتخابیه سیزدهم کارولینای شمالی از حزب جمهوری‌خواه ایالات متحده آمریکا در مجلس نمایندگان ایالات متحده آمریکا است که برای نخستین‌بار در ۶ ژانویه ۲۰۱۳ میلادی به‌عضویت این مجلس درآمد.